# Iniunctum nobis

Wappen Papst Pius’ IV.

Mit der Päpstlichen Bulle Iniunctum nobis vom 13. November 1564 wurde durch Papst Pius IV. das Trienter Glaubensbekenntnis in Text und Form festgelegt.

## Verpflichtung zum Glaubensbekenntnis
Dieses, mit der Bulle festgeschriebene, Glaubensbekenntnis sollte der Abwehr von Irrlehren dienen. So legte diese Bulle – die auf dem Konzil von Trient erarbeitet wurde – fest, dass alle Priester vor ihrer Weihe und bei Übernahme eines neuen Amtes diese „Professio Fidei Tridentina“ ablegen müssen. Damit verbunden war die Gehorsamsleistung gegenüber dem Papst und der römisch-katholischen Kirche.

## Wortlaut des Glaubensbekenntnisses
Ich N. N. glaube und bekenne mit fester Überzeugung alles und jedes, was in den Glaubens-Symbolen, dessen sich die heilige Römische Kirche bedient enthalten ist, nämlich:
Ich glaube an einen Gott, den allmächtigen Vater, Schöpfer Himmels und der Erde, alles sichtbaren und Unsichtbaren;
und an einen Herrn Jesum Christum, den eingeborenen Sohn Gottes, vor aller Zeit vom Vater geboren, Gott von Gott, Licht vom Licht, wahrer Gott vom wahren Gotte, erzeugt, nicht erschaffen, mit dem Vater eines Wesens, durch den alles erschaffen ist;
und der, wegen uns Menschen und wegen unserem Heile vom Himmel gestiegen, durch den Heiligen Geist aus Maria der Jungfrau Fleisch angenommen hat und Mensch geworden ist;
auch für uns gekreuzigt worden, unter Pontius Pilatus gelitten hat und begraben worden ist;
und am dritten Tage wieder auferstand nach der Schrift und auffuhr in den Himmel;
zur Rechten des Vaters sitzet und von dannen wieder kommen wird mit Herrlichkeit, zu richten die Lebendigen und die Toten und dessen Reich kein Ende haben wird.
Und an den Heiligen Geist, den Herrn und Lebendigmacher, der vom Vater und Sohne ausgeht, der mit dem Vater und Sohne zugleich angebetet und verherrlicht wird, der durch die Propheten geredet hat
und an eine heilige, allgemeine und apostolische Kirche.
Ich bekenne die eine Taufe zur Nachlassung der Sünden und erwarte die Auferstehung der Toten und ein zukünftiges ewiges Leben, Amen.
Ich lasse zu und umfange festiglichst die apostolischen und kirchlichen Überlieferungen und die übrigen Beobachtungen und Verordnungen der nämlichen Kirche.
Eben so lasse ich zu die Heilige Schrift nach demjenigen Sinne, den gehabt hat und hat die heilige Mutter, die Kirche, welcher es zukommt, über den wahren Sinn und die Erklärung der heiligen Schriften zu urteilen. Und ich will sie nie anders, als nach der einmütigen Übereinstimmung der Väter annehmen und erklären.
Auch bekenne ich, dass es wahrhaft und eigentlich sieben Sakramente des neuen Bundes gebe, welche von Jesus Christus unserm Herrn eingesetzt und zum Heile des Menschengeschlechte, obwohl nicht alle Allen einzeln notwendig sind;
Nämlich: die Taufe, die Firmung, das Sakrament des Altars, die Buße, die letzte Ölung, die Priesterweihe und die Ehe und dass dieselben eine Gnade mitteilen und aus ihnen die Taufe, die Firmung und die Priesterweihe, ohne Gottesschändung nicht wiederholt werden dürfen.
Auch die angenommenen und bestätigten Gebräuche der Katholischen Kirche in der feierlichen Verwaltung aller obengenannten Sakramente nehme ich zu und lass ich zu.
Ich umfange und nehme an alles und jedes, was in dem hochheiligen Kirchenrate von Trient von der Erbsünde und Rechtfertigung bestimmt und erklärt worden ist.
Ich bekenne auf gleiche Weise, dass in der Messe Gott ein wahres, eigentliches und versöhnliches Opfer für die Lebendigen und Abgestorbenen dargebracht werde und dass in dem heiligsten Altarsakramente wahrhaft, wirklich und wesentlich der Leib und Blut zugleich mit der Seele und Gottheit Unseres Herrn Jesu Christi da sei und die ganze Wesenheit des Brotes in den Leib und die ganze Wesenheit des Weines in das Blut verwandelt werde. Welche Verwandlung die Katholische Kirche Transsubstantiation nennt.
Ich bekenne, dass auch nur unter einer Gestalt Christus ganz und unversehrt und das wahre Sakrament empfangen werde.
Ich nehme fest an, dass es ein Fegfeuer gebe und dass die daselbt aufbehaltenem Seelen durch die Hilfsleistungen der Gläubigen erleichtert werden;
auf gleiche Weise, auch, dass sie, zugleich mit Christus herrschenden Heiligen verehrt und angerufen werden dürfen und dass ihr Gebet Gott für uns darbringen und dass auch ihre Reliquien zu verehren seien.
Ich behaupte festiglichst, dass die Bilder Christi, der steten Jungfrau Gottesgebärerin, so wie die anderen Heiligen, gehalten und beibehalten und ihnen die gebührende Ehre und Verehrung erwiesen werden dürfe.
Auch bestätige ich, dass die Gewalt der Ablässe von Christus in der Kirche hinterlassen worden und der Gebrauch derselben dem christlichen Volke höchst heilsam sei.
Ich anerkenne die heilige Katholische und apostolische Kirche, als die Mutter und Lehrerin aller Kirchen;
Und verspreche und schwöre dem Römischen Papste, dem Nachfolger des heiligen Apostelfürsten Petrus und Stellvertreter Jesu Christi, wahren Gehorsam. Eben so nehme ich an und bekenne ich zweifellos alles übrige, was von den heiligen Kanons und ökumenischen Konzilien und besonders von dem hochheiligen Kirchenrathe von Trient überliefert, bestimmt und erklärt worden ist.
Und zugleich verdamme, verwerfe und verfluche ich ebenfalls alles entgegengesetzte und durchaus alle von der Kirche verdammten, verworfenen und verfluchten Irrlehren.
Diesen wahren, katholischen Glauben, außer dem niemand kann selig sein und den ich gegenwärtig freiwillig bekenne und wahrhaftig halte, verspreche, gelobe und schwöre ich N. N. gleichfalls unversehrt und unverletzt bis zum letzten Atemzug des Lebens, mit dem Beistande Gottes, standhaftest beizubehalten und zu bekennen und dafür, so viel an mir, zu sorgen, dass er von meinen Untergebenen oder denjenigen, über welche die Obsorge mir in meinem Amte zukommt, gehalten, gelehrt und gepredigt werde: Also helfe mir Gott und dieses heilige Evangelium Gottes!

(Quelle:)